# Валентин Стрыкало
«Валенти́н Стры́кало» — украинская рок-группа, основанная в 2010 году солистом Юрием Капланом, который получил известность после записи серии видеообращений к звёздам шоу-бизнеса от имени наивного провинциального парня «Валентина Стрыкало из села Бурильцево».
Каплан основал группу под влиянием музыки таких рок-групп, как Сплин и Radiohead. В 2012 году был выпущен дебютный альбом Смирись и расслабься!, который по большей части был написан в жанре камеди-рок, пусть в нём и имелись песни с серьёзным характером. В следующем году вышел альбом Часть чего-то большего, в котором упор был сделан больше на лирику, но также не обошлось и без завуалированного юмора в некоторых песнях. В 2016 году выходит альбом Развлечение, в котором группа окончательно отошла от юмора и ушла к теме депрессии. Также в записи заметно, что группа вдохновлялась британской рок-группой Pink Floyd.
Летом 2018 года группа дала последние концерты и ушла в затишье, а в мае 2019 года Юрий Каплан сообщил, что группа распущена.

## История

### Видеообращения к звёздам (2008—2009)
Свой первый ролик — видеообращение к Вячеславу Малежику — Юрий Каплан опубликовал на YouTube в марте 2008 года, назвавшись «Валентином Стрыкало из села Бурильцево». По признанию автора, это видео было снято под впечатлением от похожего ролика студии My Duck’s Vision, в котором Сэм Никель, один из актёров студии, также обращался к Малежику.
Впоследствии Каплан также записал обращения к Тимати, Диме Билану, Потапу и Насте Каменских, Чаю вдвоём, МакSим, Тимбалэнду и Сергею Звереву. Сам он говорил, что думает, навряд ли звёздам понравились бы его видеообращения, хотя, в целом, его это не заботит.
Впервые в своей карьере Каплан дал выступление в качестве гостя на Comedy Club Dnepr Style ещё в 2008 году. Первый сольный концерт был дан осенью 2008 года в Киеве в клубе «Царь». Также, до формирования собственной группы, снялся в клипе на песню «Брюнетка» группы KAMON!!!, который вышел в 2009 году.

### Создание группы, перегруппирование и альбомСмирись и расслабься!(2010—2012)
Группа «Валентин Стрыкало» была образована в 2010 году. Её создание стало продолжением интернет-мема. В неё входили Юрий Каплан (вокал), Евгений Ильин (бас-гитара), Евгений Митин (гитара) и Евгений Селезнёв (барабаны). Концертный репертуар состоял как из сольного творчества Юрия Каплана в рок-аранжировке, так и песен, исполнявшихся в его бывших коллективах: группах inShe («Так гріє», «Аптека») и Водичка-Пузырьки («Наше лето», «Гори»). Также на концертах исполнялись кавер-версии песен других исполнителей. В том же году был выпущен видеоклип на песню «Кайен».
2 мая 2011 года был выпущен видеоклип на песню «Русский рок». В том же году два участника, Евгений Митин и Евгений Селезнёв, покинули группу. Вместо них пришли Антон Щелконогов (барабаны) и Андрей Тропешко (гитара). В этом составе коллектив работал над дебютным альбомом.
16 октября 2011 года был выпущен видеоклип на песню «Наше лето».
24 февраля 2012 года вышел дебютный альбом, получивший название Смирись и расслабься!. Презентация альбома прошла в московском клубе Б2, за три дня до официального релиза группа представила альбом на сайте Яндекс.Музыка для бесплатного прослушивания. В самом альбоме были знакомые песни из видеообращений к звёздам, также были и новые песни, выполненные в комедийной стиле группы. В дальнейшем Юрий признавался, что ему стыдно за свои юмористические песни.
12 апреля 2012 года был выпущен видеоклип на песню «Космос нас ждёт».
10 мая 2012 года был выпущен видеоклип на песню «Гори».
С июня 2012 года начинает вести свой видеоблог, выпуски которого состояли из различных юмористических скетчей. Также выпуски завершались разными песнями, которые были написаны Капланом (например, в концовке третьего выпуска видеоблога Юрий исполняет песню «Преждевременное семяизвержение», которая вошла в будущий альбом Часть чего-то большего).

### АльбомЧасть чего-то большегои уход Антона Щелконогова (2013—2014)
Зимой 2013 года была выложена в сеть песня «Кнопка».
18 мая 2013 года был выпущен видеоклип на песню «Знаешь, Таня».
19 октября 2013 года перед выходом альбома Часть чего-то большего Юрий Каплан дал интервью РКПІ, где упомянул, что последним альбомом группы будет так называемый альбом Ярость Топора. В дальнейшем, если его спрашивали о последнем альбоме, он отвечал, что он будет называться именно так.
20 октября 2013 года вышел второй альбом группы под названием Часть чего-то большего, который включил в себя как новые, так и уже известные песни, ранее исполняемые на концертах. Презентация альбома прошла того же числа в клубе «Arena Moscow». В поддержку альбома группа отправилась в тур. В основном подмечали то, что в альбоме был сделан меньший упор на юмор, нежели на лирику.
Группа активно гастролировала, а также давала множество интервью. Также группа посетила несколько стран Европы. Летом 2014 были отменены концерты в России со стороны организаторов по невыясненным причинам. Вероятно, это было связано с тем, что Юрий Каплан поддержал Евромайдан (сам он ещё во время Евромайдана в декабре 2013 написал в своём твиттере, что если он провалится, то регионалы устроят в стране ужас).
В 2014 году барабанщик Антон Щелконогов покинул группу. Вместо него пришёл Максим Тхорик.

### Второе перегруппирование, альбомРазвлечениеи распад (2015—2019)
В 2015 году ушли из коллектива все музыканты, аккомпанирующие Юрию Каплану. Вместо них присоединились Константин Пыжов (гитара), Станислав Мурашко (бас-гитара) и Владимир Яковлев (барабаны). С новым составом коллектив записал и выложил в интернет песню «Решится само собой». Осенью 2015 года начался тур в честь пятилетия группы.

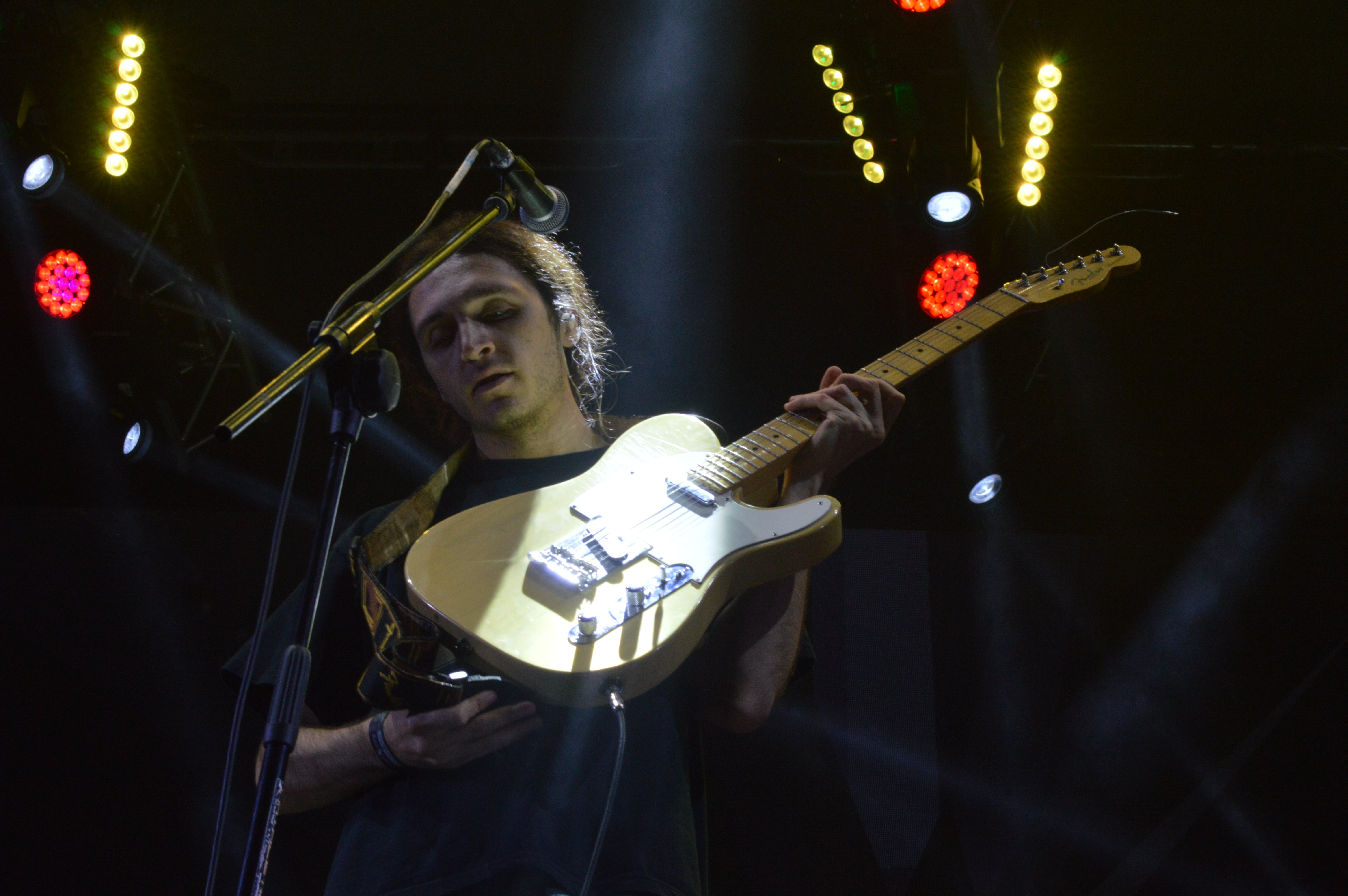
Юрий Каплан на фестивале MRPL City, 2018 год

14 октября 2016 года группа выпустила третий альбом под названием Развлечение, в который вошли 8 треков, сочинённых Юрием Капланом за 3 года. Сведением и продюсированием альбома занимался гитарист — Константин Пыжов. В альбоме особенно чувствуется вдохновение Radiohead, любимой группой Юрия Каплана. Также особенно подмечается, что в данном альбоме нет юмора, характерного группе. На данном релизе тексты песен в основном меланхоличны, наполнены темой депресии.
6 сентября 2017 в сообществе в социальной сети ВКонтакте под названием «ЗвукоЦех» появилась запись, что группа записывает мини-альбом. В то же время на концертах иногда исполнялась песня «Осень», которая могла быть включена в будущий мини-альбом. Позже Юрий Каплан выложил демоверсию к треку «Берия», но через некоторое время удаляет её.
В июле 2018 года группа дала концерты в Москве и Санкт-Петербурге, выступила на фестивале MRPL City и ушла в творческий отпуск на неопределённый срок. В частности, Каплан занялся своим брендом одежды под названием «Ulrich Sports». Однако, через некоторое время бренд был закрыт.
В мае 2019 года Юрий Каплан сообщил в своём твиттере о том, что группа не существует уже год.

## Участники группы

### Последний состав
- Юрий Каплан — вокал, гитара, клавишные (2010—2018)
- Константин Пыжов — гитара (2015—2018)
- Станислав Мурашко — бас-гитара (2015—2018)
- Владимир Яковлев — ударные (2015—2018)

### Участники предыдущих составов
- Евгений Селезнёв — ударные (2010—2011)
- Евгений Ильин — бас-гитара (2010—2015)
- Евгений Митин — гитара (2010—2011)
- Андрей Тропешко — гитара (2011—2015)
- Антон Щелконогов — ударные (2011—2014)
- Максим Тхорик — ударные (2014—2015)

## Дискография

### Студийные альбомы
- 2012 — Смирись и расслабься!
- 2013 — Часть чего-то большего
- 2016 — Развлечение

### Клипы
- 2010 — «Кайен»
- 2010 — «Русский рок»
- 2011 — «Наше лето»
- 2012 — «Космос нас ждёт»
- 2012 — «Гори»
- 2013 — «Знаешь, Таня»